# La Course by Le Tour de France 2017
4. edycja kobiecego wyścigu kolarskiego La Course by Le Tour de France odbyła się 20 oraz 22 lipca 2017 roku, we Francji. Zwyciężczynią została Holenderka Annemiek van Vleuten, wyprzedzając Brytyjke Elizabeth Deignan oraz Włoszkę Elisę Longo Borghini.
Po raz pierwszy w historii wyścig składał się z dwóch etapów. Pierwszy z nich odbył się 20 lipca jako wyścig ze startu wspólnego pomiędzy Briançon oraz Col d’Izoard. Zorganizowany został w tym samym dniu co 18. etap wyścigu etapowego mężczyzn Tour de France, którego meta również znajdowała się na Col d’Izoard. Dwa dni później rozegrano drugi etap w Marsylii w formie wyścigu pościgowego. Do drugiego etapu przystąpić mogło jedynie 25 najlepszych kolarek na mecie pierwszego etapu oraz wszystkie, których strata do zwyciężczyni nie przekroczyła 5 minut. Etap ten odbył się tego samego dnia i na tej samej trasie co 20. etap wyścigu mężczyzn.
Do cyklu UCI Women’s World Tour, będącym serią najbardziej prestiżowych zawodów kobiecego kolarstwa zaliczony został jedynie pierwszy etap wyścigu. 

## Wyniki

### Etap 1 – 20.07: Briançon > Col d’Izoard, 67,5 km
| M-ce | Imię i nazwisko      | Kraj              | Drużyna                            | Czas       |
| ---- | -------------------- | ----------------- | ---------------------------------- | ---------- |
| 1.   | Annemiek van Vleuten | Holandia          | Orica-Scott                        | 2h 07' 18" |
| 2.   | Elizabeth Deignan    | Wielka Brytania   | Boels-Dolmans                      | + 43"      |
| 3.   | Elisa Longo Borghini | Włochy            | Wiggle High5                       | + 1' 23"   |
| 4.   | Megan Guarnier       | Stany Zjednoczone | Boels-Dolmans                      | + 1' 28"   |
| 5.   | Shara Gillow         | Australia         | FDJ Nouvelle-Aquitaine Futuroscope | + 1' 33"   |
| 6.   | Amanda Spratt        | Australia         | Orica-Scott                        | + 1' 41"   |
| 7.   | Lauren Stephens      | Stany Zjednoczone | Tibco–Silicon Valley Bank          | + 1' 51"   |
| 8.   | Ana Sanabria         | Kolumbia          | Servetto Giusta                    | + 2' 24"   |
| 9.   | Katarzyna Niewiadoma | Polska            | WM3 Pro Cycling                    | + 2' 52"   |
| 10.  | Hanna Nilsson        | Szwecja           | BTC City Ljubljana                 | + 3' 04"   |
|      |                      |                   |                                    |            |
| 36.  | Eugenia Bujak        | Polska            | BTC City Ljubljana                 | + 8' 22"   |
| 37.  | Małgorzata Jasińska  | Polska            | Cylance Pro Cycling                | + 8' 28"   |
| DNF  | Anna Plichta         | Polska            | WM3 Pro Cycling                    | -          |

### Etap 2 – 22.07: Marsylia > Marsylia, 22,5 km
| M-ce | Imię i nazwisko      | Kraj              | Drużyna                            | Czas     |
| ---- | -------------------- | ----------------- | ---------------------------------- | -------- |
| 1.   | Annemiek van Vleuten | Holandia          | Orica-Scott                        | 32' 52"  |
| 2.   | Elizabeth Deignan    | Wielka Brytania   | Boels-Dolmans                      | + 1' 52" |
| 3.   | Elisa Longo Borghini | Włochy            | Wiggle High5                       | + 1' 52" |
| 4.   | Megan Guarnier       | Stany Zjednoczone | Boels-Dolmans                      | + 3' 00" |
| 5.   | Amanda Spratt        | Australia         | Orica-Scott                        | + 3' 26" |
| 6.   | Shara Gillow         | Australia         | FDJ Nouvelle-Aquitaine Futuroscope | + 3' 48" |
| 7.   | Lauren Stephens      | Stany Zjednoczone | Tibco–Silicon Valley Bank          | + 3' 53" |
| 8.   | Katarzyna Niewiadoma | Polska            | WM3 Pro Cycling                    | + 4' 35" |
| 9.   | Ashleigh Moolman     | Południowa Afryka | Cervélo–Bigla                      | + 4' 35" |
| 10.  | Ana Sanabria         | Kolumbia          | Servetto Giusta                    | + 4' 46" |